# 布雷迪鎮區 (密歇根州卡拉馬祖縣)
布雷迪鎮區（英語：Brady Township）是位於美國密歇根州卡拉馬祖縣的一個行政鎮區。

## 地方資料
布雷迪鎮區的面積為93.90平方千米，當中陸地面積為90.20平方千米，而水域面積為3.70平方千米。根據2020年美國人口普查的數據，當地共有人口4445人，而人口密度為每平方千米47.34人。